# Tribut Maltézského sokola

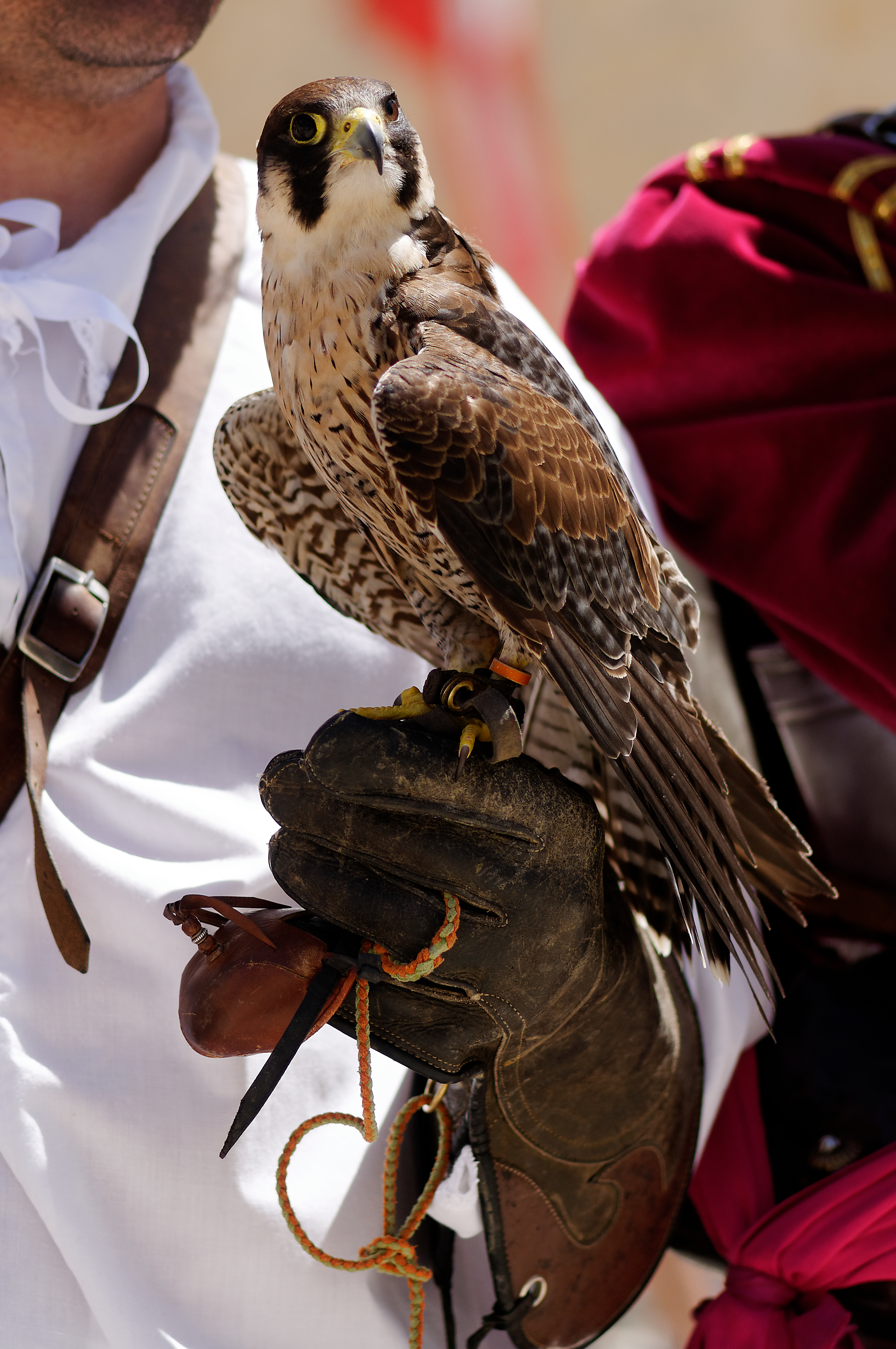
Sokol stěhovavý na Maltě

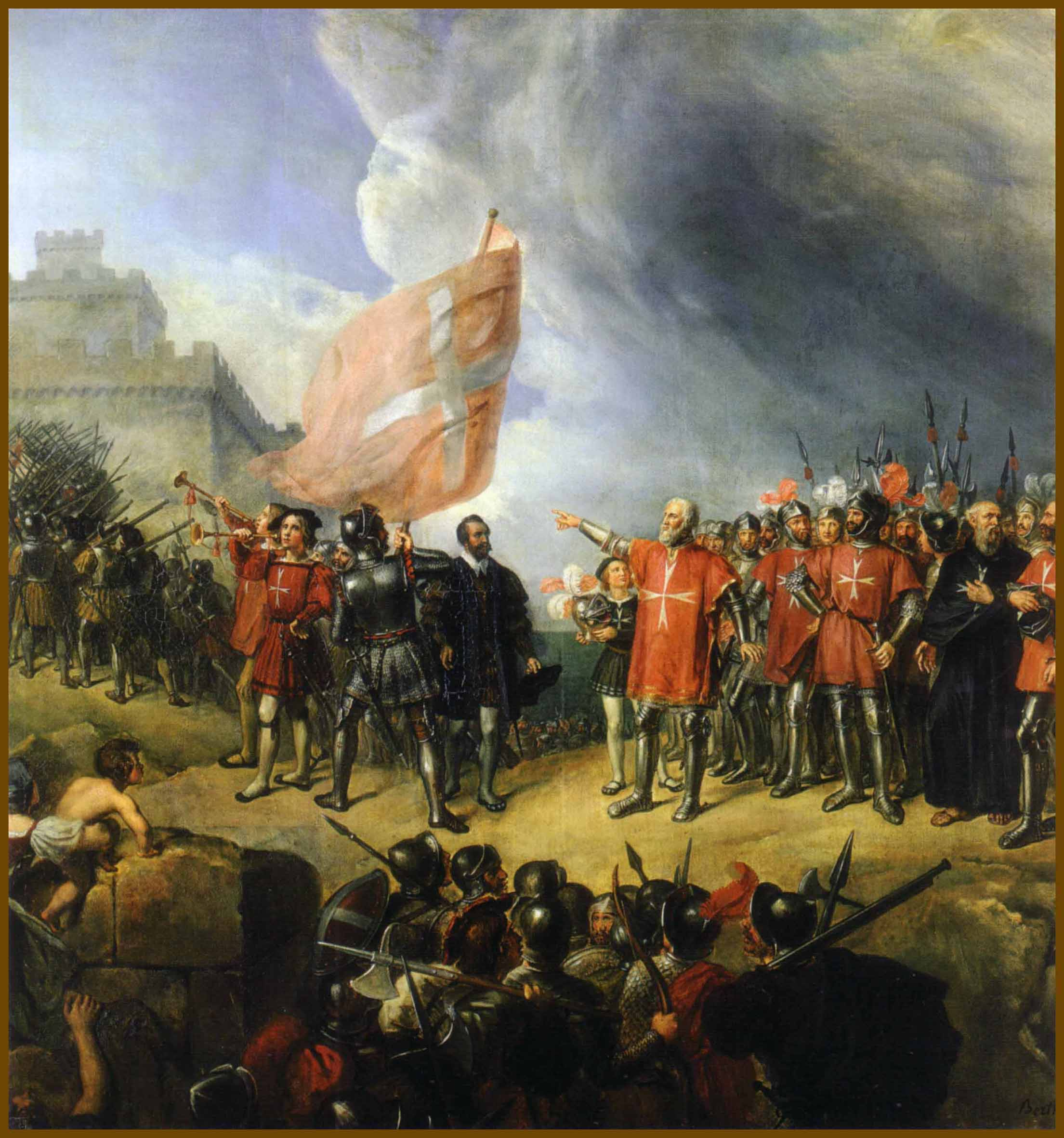
Philippe de Villiers de l'Isle Adam přebírá vládu nad ostrovem Malta, 26. října 1530 (René Théodore Berthon)

Velmistr Řádu rytířů špitálu svatého Jana v Jeruzalémě musel každoročně odvádět tribut císaři Karlu V. a jeho matce, královně Janě Kastilské, jako panovníkům Sicílie, za udělení Tripolisu, Malty a Goza. Byly stanoveny také další podmínky. Roční tribut, splatný na svátek Všech svatých (1. listopadu), byl jeden sokol. Udělení bylo podepsáno v Castelfranco Emilia a datováno „23. den měsíce března, třetí indikce, roku Páně 1530; v desátém roce naší vlády jako císaře, dvacátém sedmém jako krále Kastilie, Granady atd., šestnáctém Navarry, patnáctém Aragonie, obou Sicílií, Jeruzaléma a všech našich dalších říší.“

## Text udělení

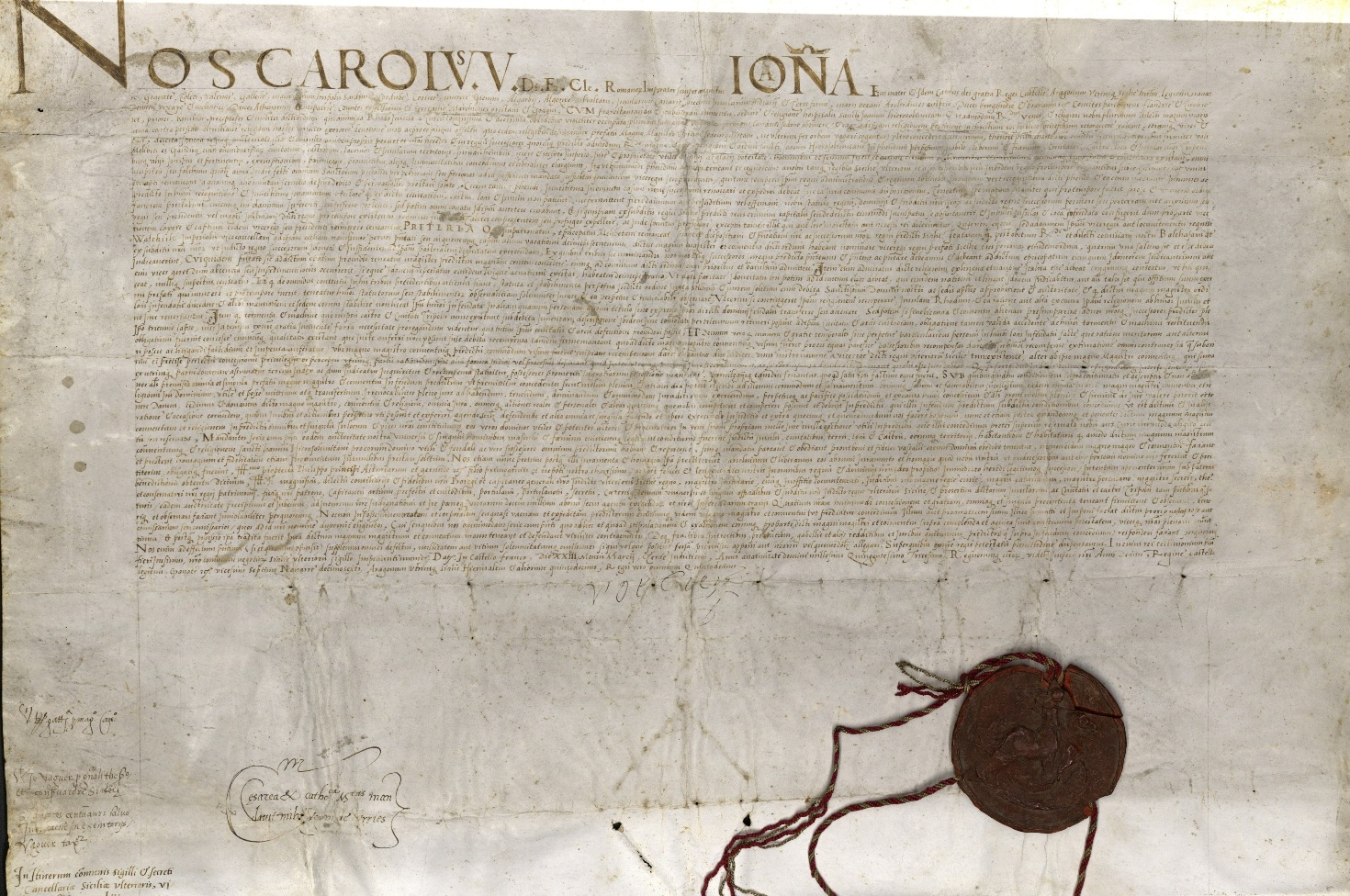
Darovací listina ostrovů Malta, Gozo a Tripolis Řádu svatého Jana od císaře Karla V. z roku 1530

Text říká:
Darujeme a ze své štědrosti bohatě udělujeme zmíněnému velmi ctihodnému velmistrovi náboženství a Řádu rytířů špitálu svatého Jana v Jeruzalémě, v léno na věčné časy, ušlechtilé, svobodné a nezatížené, naše města, hrady, místa a ostrovy Tripolis, Malta a Gozo se všemi jejich městy, hrady, místy a ostrovními územími; s čistou a smíšenou jurisdikcí, právem a majetkem užitečné správy; s mocí nad životem a smrtí mužů a žen bydlících v jejich hranicích a se zákony, ústavami a právy, která v současnosti mezi obyvateli platí; společně se všemi dalšími zákony a právy, výsadami, příjmy a dalšími výhodami jakéhokoliv druhu; tak, aby je napříště drželi v léno od nás jako králů obou Sicílií a od našich nástupců v téže říši, vládnoucích v té době, za jedinou platbu sokola, který každý rok na svátek Všech svatých bude předložen osobou nebo osobami řádně k tomu pověřenými, do rukou místokrále nebo prezidenta, který bude v té době spravovat vládu, jako znamení a uznání léna; a po provedení této platby budou osvobozeni a zbaveni všech dalších služeb požadovaných zákonem a zvykem feudálních vazalů.

## Podmínky
Při každé nové sukcesi bylo třeba investituru obnovit a dokončit podle ustanovení obecného práva. Další podmínky zahrnovaly:
- Žádné nepřátelské akce proti Sicílii;
- Žádná imunita pro uprchlíky před spravedlností;
- Jmenování maltského biskupa;
- Udělení velkokříže biskupovi a jeho členství v Radě řádu;
- Přednost při jmenování Itala admirálem řádu;
- Zákaz převoditelnosti léna;
- Arbitráž v případě sporu;
- Dodržování zákonů a podmínek ve prospěch již zde žijících lidí;

Řád a velmistr odváděli roční tribut sokola až do roku 1798, kdy byl řád z Maltských ostrovů vypuzen Francouzským direktoriem.

## V populární kultuře
Tribut maltézských rytířů ve formě sokola je zmíněn v románu Maltézský sokol od Dashiella Hammetta z roku 1930, stejně jako v jeho filmových adaptacích z let 1931 a 1941.